# Цанчо Биволаров
Цанчо Христов Биволаров е български революционер, поборник от Априлското въстание от 1876 г.
Роден е в село Копривщица около 1851 г. През февруари 1876 г. се завръща от Цариград, където е ангажиран по търговските си дела. По това време се свързва с Революционния комитет и полага клетва за вярност към делото. Работи усърдно по комитетските дела, като предоставя и известна парична помощ. На 20 април, същата година, при провъзгласяването на въстанието служи към военната комисия и е зачислен в отряда на Найден Попстоянов. Заедно с други въстаници от тази чета е изпратен да окаже съдействие на бунта в съсегното село Стрелча. След неуспеха при обсадата се завръща в Копривщица, където служи до потушаването на въстанието от башибозука и редовния турски аскер.
Цанчо Биволаров след погрома на въстанието е заловен и закаран в Пловдивския затвор, където е подложен на разпити, придружени с изтезания. След три месечен прстой в тъмницата е освободен при дохождането на комисия, заедно с някои други неосъждани лица. Почива в родното си село на 21 януари 1904 г.